# Warsonofiusz (Doroszkiewicz)
Warsonofiusz (ofic. tyt. Jego Ekscelencja Najprzewielebniejszy Warsonofiusz, Prawosławny Biskup Siemiatycki), imię świeckie Bazyli Doroszkiewicz (ur. 2 czerwca 1956 w Bielsku Podlaskim) – polski biskup prawosławny, doktor habilitowany nauk teologicznych.

## Życiorys
Urodził się w rodzinie prawosławnego duchownego, ks. Włodzimierza Doroszkiewicza.
Po ukończeniu Prawosławnego Seminarium Duchownego w Warszawie kontynuował (od 1976 r.) naukę w Wyższym Prawosławnym Seminarium Duchownym w Jabłecznej. Następnie studiował na Chrześcijańskiej Akademii Teologicznej w Warszawie, którą ukończył w 1981 r. obroną pracy magisterskiej pt. „Święty Serafin z Sarowa a mistyka prawosławna”, napisaną pod kierunkiem biskupa łódzkiego i poznańskiego Sawy.
8 października 1980 r. w monasterze w Jabłecznej przyjął postrzyżyny w riasofor. Następnego dnia w tym samym miejscu otrzymał z rąk biskupa lubelskiego Szymona święcenia diakońskie. W latach 1982–1989 przebywał na stypendiach w USA, Grecji i Francji, gdzie zgłębiał wiedzę teologiczną i znajomość języków obcych. Święcenia kapłańskie otrzymał 14 września 1983 r. w USA z rąk metropolity Waszyngtonu, całej Ameryki i Kanady Teodozjusza (zwierzchnika Kościoła Prawosławnego w Ameryce).
Po powrocie do kraju, w latach 1989–1990 był namiestnikiem monasteru w Jabłecznej oraz rektorem działającego tam Wyższego Prawosławnego Seminarium Duchownego. 18 grudnia 1990 r. w monasterze w Jabłecznej na ręce biskupa lubelskiego i chełmskiego Abla złożył śluby monastyczne małej schimy z imieniem Warsonofiusz, na cześć św. Warsonofiusza Wielkiego. W 1995 r. został podniesiony do godności ihumena, a 18 marca 2004 r. otrzymał godność archimandryty. W latach 1991–1998 był kapelanem Prawosławnego Domu Opieki „Betania” w Stanisławowie, a w latach 1992–1998 wikariuszem warszawskiej parafii katedralnej.
W 2001 r. uzyskał stopień doktora nauk teologicznych broniąc na Chrześcijańskiej Akademii Teologicznej w Warszawie pracy dotyczącej dialogu Kościoła Prawosławnego z Kościołami Dochalcedońskimi. W latach 1998–2001 był prorektorem Prawosławnego Seminarium Duchownego w Warszawie, a do 2005 r. również jego wykładowcą. W latach 2001–2009 był proboszczem parafii pod wezwaniem św. Dymitra w Sakach oraz pierwszym przełożonym nowo powołanego monasteru św. Dymitra Sołuńskiego w Sakach.
9 czerwca 2011 r. Rada Wydziału Chrześcijańskiej Akademii Teologicznej w Warszawie nadała mu stopień doktora habilitowanego. Pracował w Katedrze Teologii Prawosławnej Uniwersytetu w Białymstoku (w latach 2007–2009 jako asystent, w latach 2009–2013 jako adiunkt, a w latach 2013–2016 jako profesor nadzwyczajny). Jest autorem kilkunastu monografii, m.in.: „Dzieje Wschodnich Rzymian”, „W cieniu Chalcedonu”, „Monastycyzm bizantyński od połowy IX do połowy XV wieku”, „Cesarz i dogmat” oraz ponad 80 artykułów naukowych. Wielokrotnie reprezentował Cerkiew prawosławną w Polsce na zagranicznych konferencjach naukowych.
Był wiceprezesem Komitetu Krajowego Towarzystwa Biblijnego w Polsce na kadencję 2011–2016. Brał udział w przygotowaniu ekumenicznego przekładu Biblii, był autorem tłumaczenia Księgi Barucha i Listu Jeremiasza.
24 sierpnia 2017 r. Święty Sobór Biskupów Polskiego Autokefalicznego Kościoła Prawosławnego wybrał go biskupem pomocniczym diecezji warszawsko-bielskiej z tytułem biskupa siemiatyckiego. Jego chirotonia biskupia odbyła się 8 października 2017 r. w cerkwi Świętych Apostołów Piotra i Pawła w Siemiatyczach, pod przewodnictwem metropolity warszawskiego i całej Polski Sawy.